# Aglossestra
Aglossestra là một chi bướm đêm thuộc họ Noctuidae.